# Billedkunst
Billedkunst rummer en bred forståelse såvel kunstens -, folkekunstens - og den visuelle massekommunikations billeder, hvor begrebet omfatter:
- Plane billeder. Hvilket vil sige tegning, maleri, grafik, collage, lysdias, foto og lignende.
- Rumlige billeder. Hvilket vil sige skulpturer.
- Elektroniske billeder. Hvilket vil sige billeder, der involverer computer.

Begrebet billedkunst opstod sammen med politikere og folkeoplysning i forbindelse med nationalstaternes grundlæggelse, både i Danmark og Europa i starten af 1800-tallet.
Begrebet svarer til det engelske visual arts, det tyske bildende kunst og det franske arts visuels.
Billedkunst reflekterer og kommenterer samfundet, krydser grænser og er i konstant forandring.